# Conflitos fronteiriços entre Peru e Equador
A disputa territorial entre o Equador e o Peru é a fonte do maior conflito armado internacional no hemisfério ocidental . Essa disputa foi uma consequência das definições geográficas imprecisas utilizadas nos tempos coloniais para definir os limites da Real Audiência; após o Peru e a vizinha Grã-Colômbia proclamarem independência da coroa espanhola em 1821 e 1819, respectivamente, essa disputa levou à guerra de 1828. Na sequência, as partes beligerantes concordam em proclamar seus limites na base do princípio "uti possidetis" e a fronteira tornou-se a que existia entre os vice-reinados espanhóis do Peru e Nova Granada.
Quando a República do Equador proclamou a sua secessão da Grã-Colômbia em 1830 seu governo negociou uma troca de territórios na bacia amazônica por dívidas com os credores britânicos, e a disputa sobre os territórios reacendeu em 1857. O Peru implementou um bloqueio marítimo do porto de Guayaquil exigindo a revogação do acordo, bem como um reconhecimento da soberania peruana sobre os territórios em disputa. Estas exigências foram ignoradas e com o Equador em um estado de guerra civil, o governo de Guillermo Franco, na província de Guayaquil, que afirmava representar todo o país, concordou com as exigências do Peru e assinou o Tratado de Mapasingue de 1860. O governo provisório de Gabriel García Moreno venceu a guerra civil posteriormente naquele ano, e anulou este tratado, com o novo governo peruano seguindo o mesmo caminho após vários anos mais tarde.
A disputa continuou até o final do século XIX e início do século XX. Inúmeras tentativas foram feitas para definir as fronteiras, mas ambos os governos não conseguiam lidar com um acordo aceitável para seus constituintes. A guerra entre a Colômbia e o Peru ocorreu durante 1932 e 1933 na região oriental do território da Amazônia e resultou na designação oficial do rio Putumayo como uma fronteira entre a Colômbia e o Peru, mas os setores da sociedade consideraram esta prejudicial para a causa equatoriana, com a Colômbia neste momento reconhecendo os direitos do Peru para o território que o Equador reivindicava como sendo seus. Um acordo reconhecendo territórios em posse de facto por cada país foi assinado em 1936, mas escaramuças militares menores começaram a ocorrer em 1938. As tensões aumentaram, e a guerra eclodiu em julho de 1941, e oficialmente chegou ao fim com a assinatura do Protocolo do Rio de Janeiro em 29 de janeiro de 1942. O tratado tinha a intenção de, finalmente, trazer a longa disputa territorial ao fim, mas em 1960, o então presidente do Equador Dr. José María Velasco Ibarra propôs ao Congresso uma tese de nulidade com base no fato de que o protocolo de 1942 foi forçado sob o governo equatoriano sob coação.
Um breve confronto militar ocorreu no início de 1981, quando o Exército peruano assumiu vigorosamente o controle de três destacamentos militares equatorianos na encosta leste da Cordilheira do Cóndor. Um acordo em 1992 entre os presidentes dos dois países, ambos se comprometeram a procurar uma solução pacífica para o conflito. No entanto, em dezembro de 1994, o exército equatoriano foi visto mobilizando-se nas proximidades da Cordilheira do Cóndor. Em 26 de janeiro de 1995, estourou a guerra pelo controle de vários postos avançados localizados nas cabeceiras do Rio Cenepa, dentro de uma faixa de 78 quilômetros de território que ambos os países alegaram como seus próprios. Em contraste com os encontros anteriores, o que resultou em desfechos favoráveis para o Peru, o Equador foi hábil em reivindicações limitadas, mas obteve significativo sucesso tático emocionalmente, mantendo o controle do entreposto de combate de Tiwinza e arrebatando a superioridade aérea local da Força Aérea peruana. Os combates chegaram ao fim depois de pouco mais de um mês, com a assinatura da Declaração de Montevidéu em 28 de fevereiro, e mais tarde na assinatura da Declaração de Paz do Itamaraty, sob a supervisão dos avalistas do Protocolo do Rio de 1942: Argentina, Brasil, Chile e os EUA.
As tensões diminuíram, mas persistiram ao longo dos próximos três anos. Em 26 de outubro de 1998, o Equador e o Peru assinaram um acordo de paz abrangente, que estabeleceu um quadro para acabar com uma disputa de fronteira. A demarcação formal das regiões fronteiriças começou em 13 de maio de 1999. O acordo foi ratificado sem oposição pelos congressos dos dois países, finalmente pondo fim ao litígio, quase dois séculos depois que as nações sul-americanas (ou suas predecessoras) afirmaram a sua independência da Coroa espanhola.

## Ligações Externas
- Texto del protocolo de Río (en inglés)
- Jaramillo Sevilla, J.C. La historia de límites en los libros de texto del Ecuador: análisis de contenido categorial o temático. Revista Ecuador Debate. nº 59 (agosto de 2003). Quito. Ecuador
- Griesse, Ginestet, Paffenholz & Thomsen La Imagen de las Relaciones Peruano-Ecuatorianas en los Colegios Ed. Abya Yala (octubre de 2002). Quito. Ecuador. versión PDF
- Adonde.com: Síntesis del conflicto Perú-Ecuador
- Debate (Puntos de Vista Ecuador y Perú)
- Eric J. Lyman War of the Maps: más de 500 años de historia (de la revista Mercator's World; en inglés)
- Base de datos de tratados del Ecuador[ligação inativa]